# Граф де Кантильяна

Герб муниципалитета Кантильяна, провинция Севилья, автономное сообщество Андалусия

Граф де Кантильяна — испанский дворянский титул. Он был создан 25 апреля 1611 года королем Испании Филиппом III для Хуана Антонио Висентело де Леки и Толедо, сына 2-го сеньора де Кантильяна.
Название графского титула происходит от названия муниципалитета Кантильяна, провинция Севилья, автономное сообщество Андалусия.

## Сеньоры де Кантильяна
- Хуан Антонио Висентело де Лека (ок. 1545—1587), 1-й сеньор де Кантильяна и 1-й сеньор де Бренес. Сын Висентело Никеросо де Леки и Бернардины де Фрате.
- Хуан Висентело де Лека и Корсо (? — ?), 2-й сеньор де Кантильяна и 2-й сеньор де Бренес. Сын предыдущего и Бригиды Корсо де Армас.

## Графы де Кантильяна
- Хуан Антонио Висентело де Лека-и-Толедо (? — ?), 1-й граф де Кантильяна, 3-й сеньор де Бренес. Сын Хуана Висентело де Леки-и-Корсо, 2-го сеньора де Кантильяна, и Марии де Толедо-и-Кордовы
  - Супруга — Изабель Колома-и-Энрикес де Веласко, дочь Педро Антонио Коломы-и-де Саа, 2-го графа де Эльда, и Хуаны Энрикес де Мендосы. Ему наследовал их сын:
- Хуан Луис Висентело де Лека-и-Колома (? — ?), 2-й граф де Кантильяна, 4-й сеньор де Бренес.
  - Супруга — Тереза де Сильва-и-Мендоса, дочь Хуана Луиса де Сильвы-и-Риберы, 4-го маркиза де Монтемайор, и Леонор де Мендосы.
  - Супруга — Маргарита Тереза де Эриль-Оркау-Англесола-и-Майно (? — 1679), 3-я графиня де Эриль, дочь Алонсо Рожера де Эриль-и-Сентменат, 2-го графа де Эриль, и Барбары дель Майно. Ему наследовал его сын от второго брака:
- Хуан Антонио Висентело де Лека-и-Сильва (? — ?), 3-й граф де Кантильяна, 5-й сеньор де Бренес.
  - Супруга — Изабель де Сильва-и-Висентело де Лека, дочь Хуана Франсиско де Сильвы-и-Риберы, 5-го маркиза де Монтемайор и 1-го маркиза дель Агила, и Марии Висентело де Лека-и-Веласко. Ему наследовал их сын:
- Мануэль Висентело де Лека-и-Сильва (? — 1750), 4-й граф де Кантильяна и 6-й сеньор де Бренес. Бездетен. Ему наследовал его племянник:
- Фернандо де Баэса-и-Висентело (? — ?), 5-й граф де Кантильяна, 5-й маркиз де Кастромонте, 7-й сеньор де Бренес. Сын Луиса Игнасио де Баэсы Манрике де Лары-и-Мендосы, 3-го маркиза де Кастромонте, и Марии Терезы Висентело де Леки-и-Сильвы. Ему наследовал его младший брат:
- Хосе де Баэса-и-Висентело (? — 1770), 6-й граф де Кантильяна, 8-й маркиз де Монтемайор, 5-й маркиз дель Агила, 8-й сеньор де Бренес. Ему наследовал его племянник:
- Хоакин Лоренсо Понсе де Леон-и-Баэса (1731—1807), 7-й граф де Кантильяна, 6-й маркиз дель Агила, 6-й маркиз де Монтемайор, 4-й граф де Гарсиэс и 9-й сеньор де Бренес. Сын Мигеля Херонимо Понсе де Леона-и-Месия, 3-го графа де Гарсиэс, и Анхелы Дионосии де Баэса-и-Висентело.
  - Супруга — Мария Хосефа Давила, 3-я герцогиня де Монтемар, дочь Хосефа Лоренсо Давилы, 3-го графа де Валермосо, и Марии Магдалены Каррильо де Альбронос, 2-й герцогини де Монтемар.
  - Супруга — Мария де лас Мерседес Бельвис де Монкада-и-Писарро, дочь Паскуаля Бенито Бельвиса де Монкада-и-Ибаньеса де Сеговии, 15-го маркиза де Мондехар, и Флоренсии Доминги Антонии Писарро-и-Эррера, 3-й маркизы де Сан-Хуан-де-Пьедад-Альбас. Графский титул унаследовал его брат:
- Педро Понсе де Леон-и-Баэса (? — ?), 8-й граф де Кантильяна.
  - Супруга — Мария Хосефа Букарелли-и-Букарелли (1764—1831), дочь Николаса Мануэля Букарелли-и-Урсуа, виконта де Урсуа, и Хуаны Антонии Букарелли-и-Баэсы, 4-й маркизы де Валермосо. Ему наследовал их сын:
- Хуан Антонио Понсе де Леон-и-Букарелли[исп.] (1790—1861), 9-й граф де Кантильяна.
  - Супруга — Луиза Каро-и-Мадариага, дочь Хуана Каро Лосельи и Марии де ла Консоласьон Мадариага-и-Галиндо. Ему наследовал их старший сын:
- Хуан Антонио Понсе де Леон-и-Каро (1820 — ?), 10-й граф де Кантильяна. Ему наследовал его младший брат:
- Рамон Понсе де Леон-и-Каро (? — ?), 11-й граф де Кантильяна.
- Мария Изабель Руис де Арана-и-Фортагуд (1901—2006), 12-я графиня де Кантильяна. Дочь Висенте Пио Руиса де Арана-и-Осорио де Москосо (1864—1946), 12-го маркиза де Кастромонте, и Елены де Фортагуд-и-Агилера.
  - Супруг — Пелайо Оласабаль-и-Эулате (? — 1974), сын Тирсо Хулиана Франсиско Хосе Рамона Мари де Оласабаля-и-Лардисабаля, 1-го графа де Арбелаис, и Рамоны де Эулате-и-Мореда. Ей наследовал их сын:
- Тирсо де Оласабаль-и-Руис де Арана, 13-й граф де Кантильяна.